# Samsung Gear Live
Samsung Gear Live — розумні годинники з колекції Gear від компанії Samsung. Пристрій анонсовано 25 червня 2014 року.
Годинник працює на Android Wear. Він сумісний з усіма смартфонами на базі Android 4.3 чи вище, які підтримують Bluetooth Smart.
Samsung Gear Live сертифіковано IP67 як водо- та пилонепроникним. Розумний годинник також вимірює серцебиття.